# Elahuizen
Elahuizen – wieś położona w północnej Holandii, we Fryzji, w gminie De Fryske Marren. Do 2014 roku wieś znajdowała się na obszarze zlikwidowanej gminy Gaasterland-Sloten. W 2023 roku wieś liczyła 360 mieszkańców.